# 진주동명고등학교
진주동명고등학교(晋州東明高等學校)는 대한민국 경상남도 진주시 초전동에 있는 사립 고등학교이다.

## 학교 연혁
- 1952년 1월 10일 : 재단법인 해인사 설립
- 1952년 4월 10일 : 해인농림고등학교 인가(9학급)
- 1952년 5월 11일 : 해인농림고등학교 개교 (진주시 강남동 112번지)
- 1957년 1월 31일 : 해인농림고등학교를 해인고등학교로 교명 변경
- 1967년 9월 23일 : 해인고등학교를 해인종합고등학교로 교명 변경
- 1969년 8월 22일 : 학교법인 삼성학원 변경 인가
- 1971년 8월 5일 : 해인종합고등학교를 진주동명종합고등학교로 교명 변경
- 1971년 12월 8일 : 학교 이전 (진주시 상대동 304-4번지)
- 1973년 10월 12일 : 진주동명종합고등학교를 진주동명고등학교로 교명 변경
- 1973년 12월 29일 : 학급증설 30학급 인가
- 1981년 8월 31일 : 학교법인 정천학원 변경 인가
- 1990년 4월 28일 : 김흥치 박사 이사장 취임
- 1997년 3월 1일 : 학교 이전 (진주시 초전동 530번지)
- 2022년 3월 1일 : 김진일 교장 취임
- 2023년 2월 8일 : 제69회 졸업식(졸업생 누계 25,931명)

## 참고 자료
- 진주동명고등학교 - 한국교육학술정보원 학교알리미